# Vịnh Kozloduy

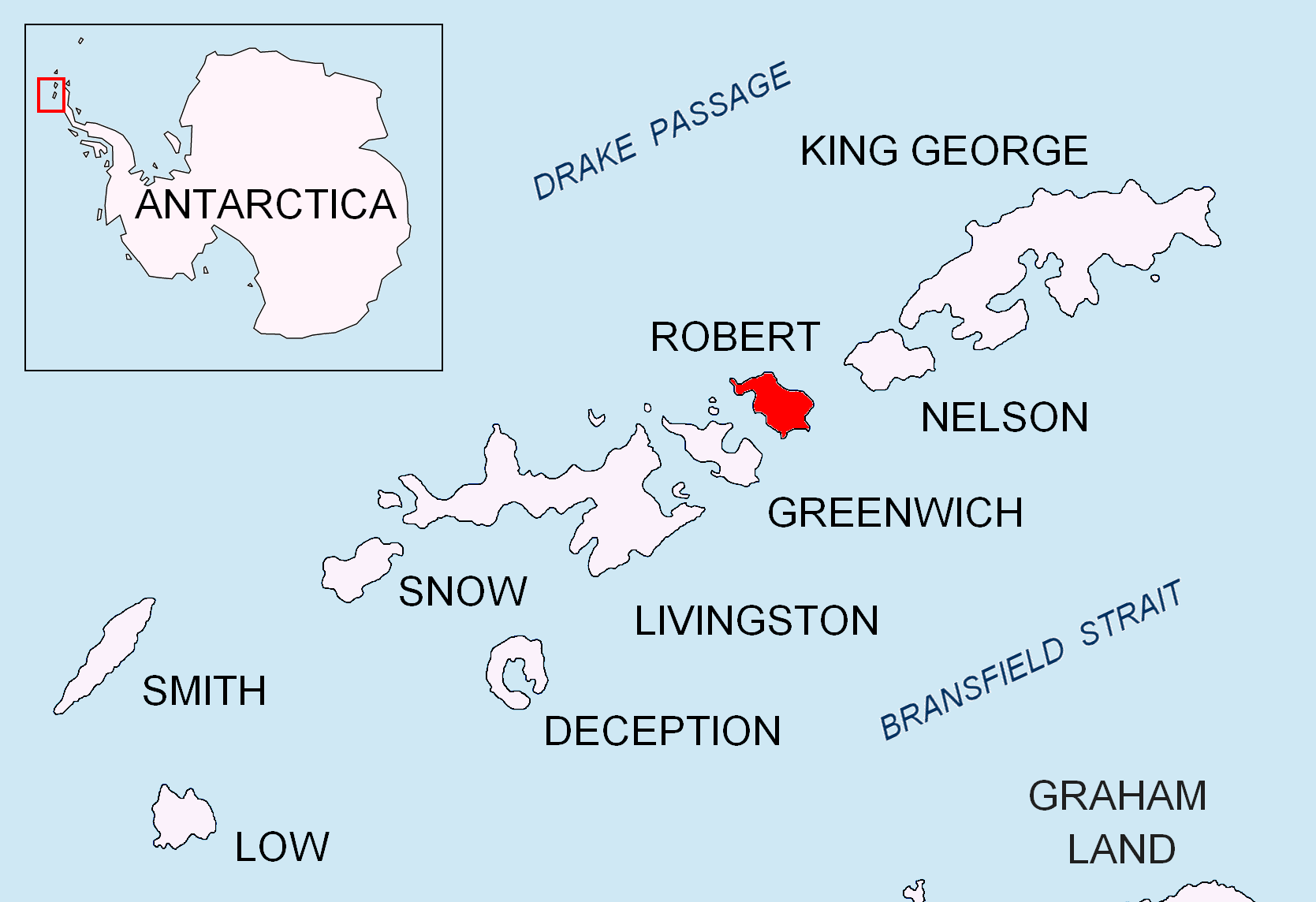
Vị trí của đảo Robert thuộc quần đảo Nam Shetland.

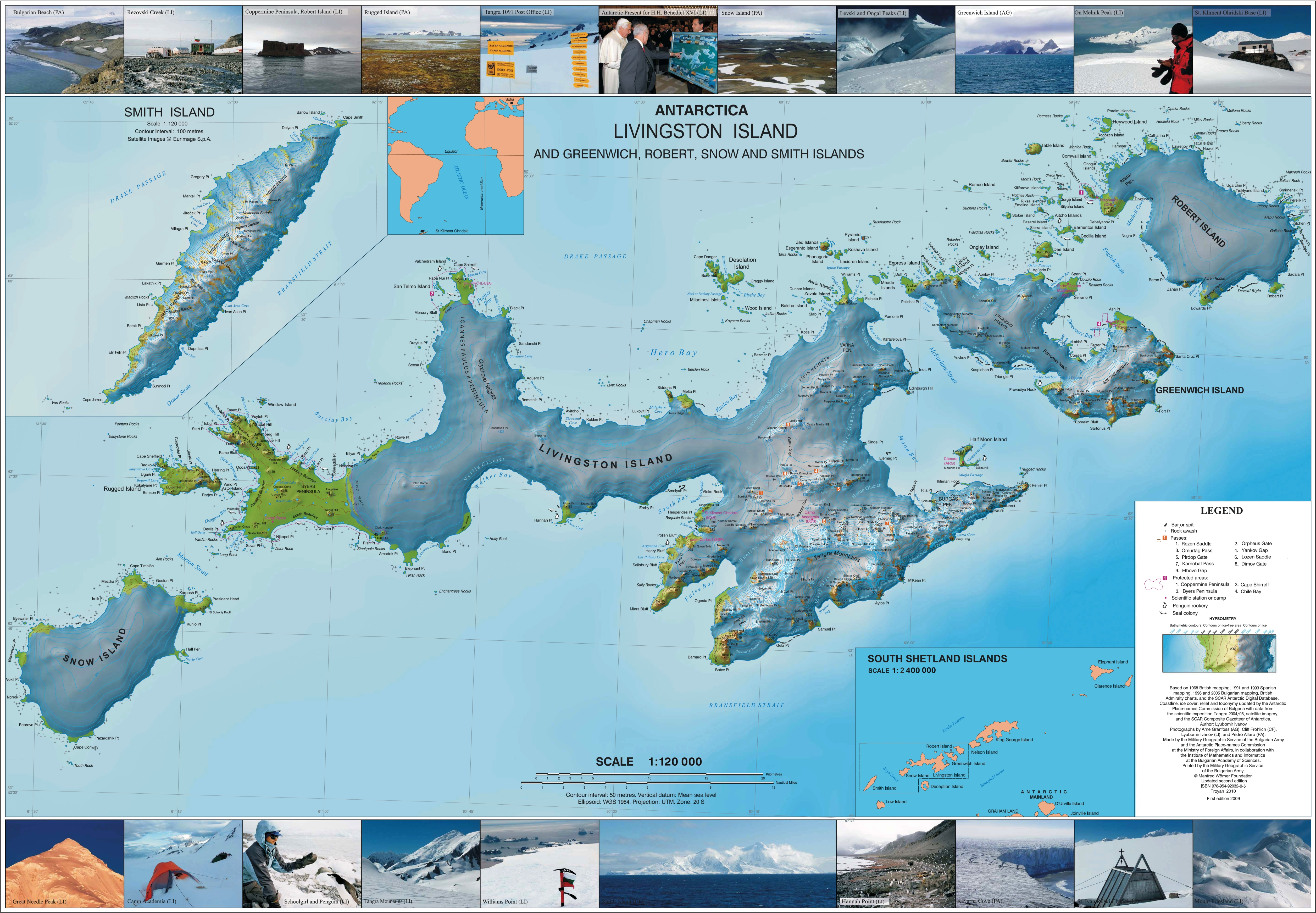
Bản đồ địa hình của các đảo Livingston, Greenwich, Robert, Snow và Smith.

Vịnh Kozloduy (tiếng Bulgaria: залив Козлодуй, đã Latinh hoá: zaliv Kozloduy, IPA: [ˈzalif kozɫoˈduj]) là một vịnh rộng 1,4 km, sâu 1,25 km, nằm ở bờ biển phía đông của Đảo Robert, Quần đảo Nam Shetland giữa Kitchen Point và Perelik Point.
Vịnh được đặt tên theo thị trấn Kozloduy ở tây bắc Bulgaria.

## Bản đồ
- LL Ivanov. Nam Cực: Đảo Livingston và Đảo Greenwich, Robert, Snow và Smith. Bản đồ địa hình tỷ lệ 1: 120000. Troyan: Quỹ Manfred Wörner, 2009.ISBN 978-954-92032-6-4